# Escatalens
Escatalens (en francès Escatalens) és un municipi llenguadocià, situat al departament de Tarn i Garona i a la regió d'Occitània. En algun moment també s'ha anomenat la població com Els Catalans, tot i que hi ha fonts que sostenen que el nom Escatalens vindria del nom personal germànic Scataling

## Demografia
| 1962                                       | 1968 | 1975 | 1982 | 1990 | 1999 | 2006 |
| ------------------------------------------ | ---- | ---- | ---- | ---- | ---- | ---- |
| 765                                        | 766  | 592  | 623  | 691  | 689  | 935  |
| Des de 1962: població sense dobles comptes |      |      |      |      |      |      |

## Administració
| Període | Identitat       | Partit |
| ------- | --------------- | ------ |
| 2001-   | Michel Cornille |        |

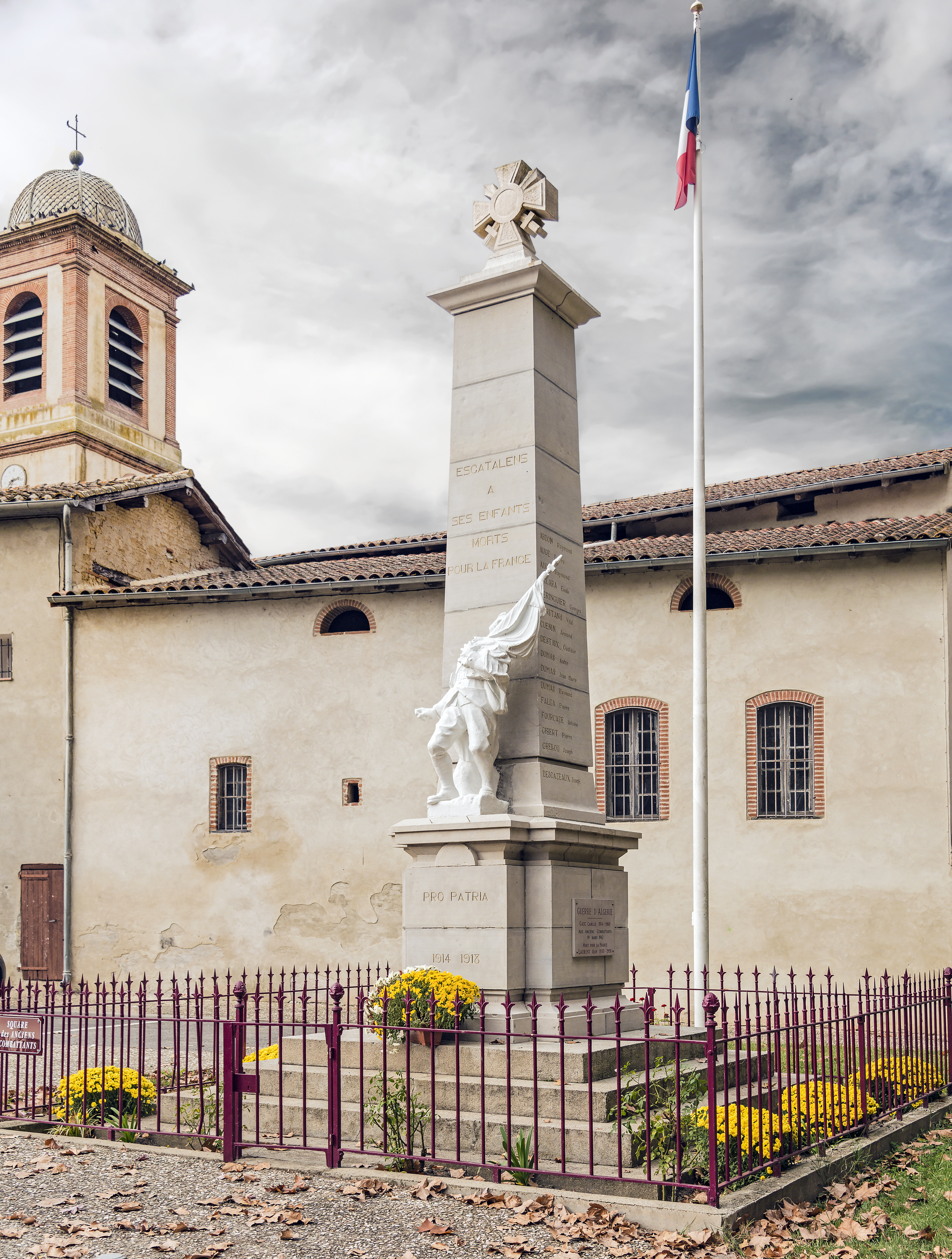
El memorial de guerra
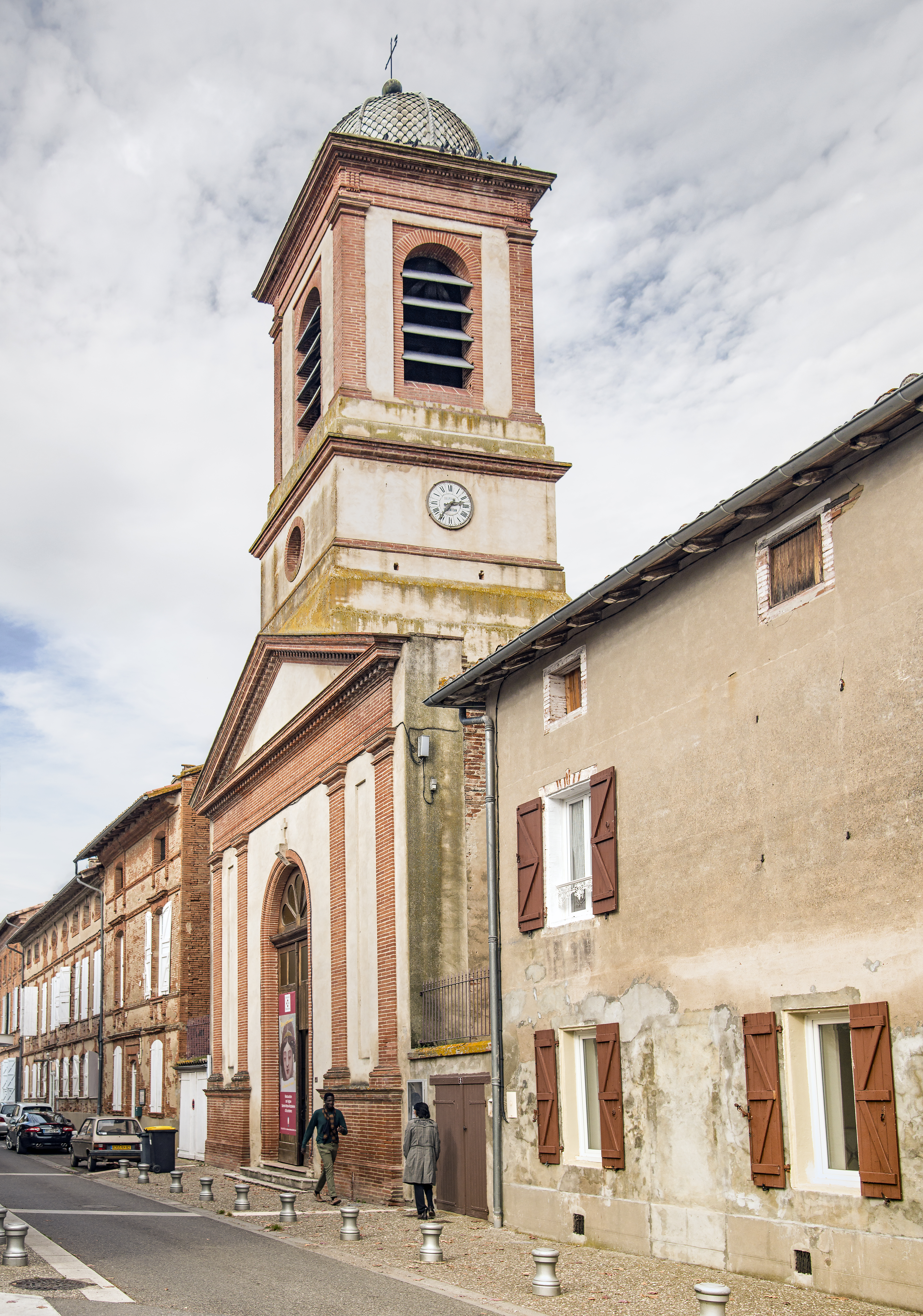
L'església
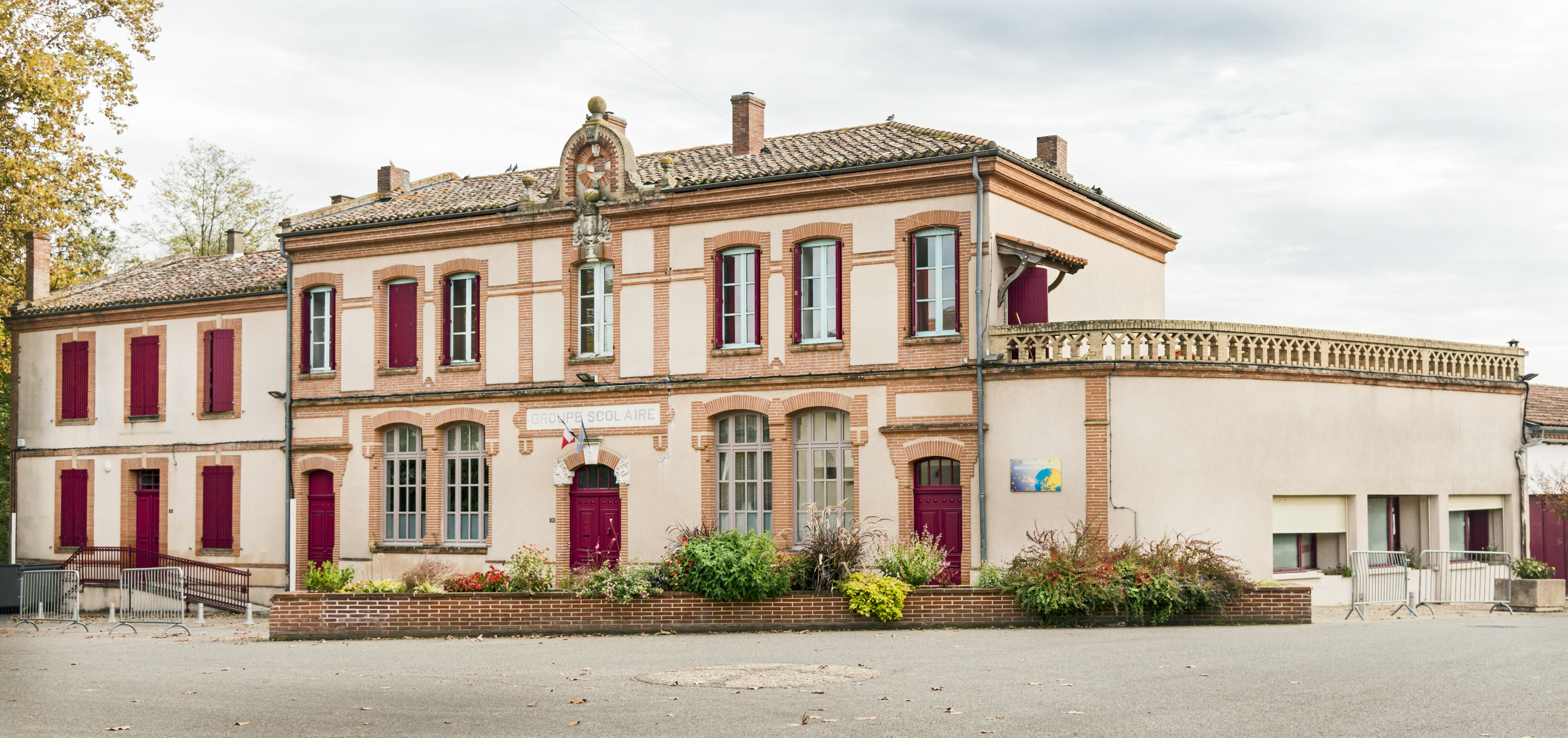
L'escola 'Antoine de Saint-Exupéry'